# Hemipepsis
Hemipepsis is een geslacht van vliesvleugelige insecten van de familie spinnendoders (Pompilidae).

## Soorten
- H. brunnea (Klug, 1834)
- H. mauritanica (Linnaeus, 1767)